# Luis Gerardo Chávez
Luis Gerardo Chávez Magallón (Ciudad Guzmán, Jalisco, 15 de enero de 1996) es un futbolista mexicano que juega como mediocampista defensivo en el Fútbol Club Dinamo Moscú de la Liga Premier de Rusia. Es internacional con la Selección mexicana de fútbol.

## Trayectoria

### Inicios y Club Tijuana
Ingresó a las categorías inferiores del Pachuca en el año 2009, donde realizó las pruebas para ingresar a las fuerzas básicas donde comenzó jugando para la categorías Sub-13, al tener buenas actuaciones y al recibir un reconocimiento por ser el jugador del torneo fue visoriado por un agente del Club Tijuana, donde le hizo la invitación para estar con las fuerzas básicas de los Xolos. Se formó en el club Tijuana para las categorías Sub-14, Sub-16, Sub-18 y Sub-20 hasta su debut con el primer equipo.
Para el Clausura 2014, realizó pretemporada con el primer equipo, y al pasar las pruebas fue registrado con Xolos para estar con el primer equipo.

### Club de Fútbol Pachuca
El 14 de junio de 2019, se oficializa el fichaje de Chávez con el Pachuca siendo el cuarto refuerzo de cara al Apertura 2019. Su debut con el equipo hidalguense fue el 26 de julio de 2019 en la jornada 2 del Apertura 2019 entrando de cambio al minuto 74' por Érick Aguirre, el encuentro terminó empatado a tres goles. Su primer gol con el club lo anotó el 16 de agosto del mismo año en la jornada 5 al minuto 75' en el partido donde su equipo venció 0-4 al Puebla.

### Dinamo de Moscú
En el verano de 2023, se mudó a Rusia para incorporarse al FC Dinamo Moscú, firmando un contrato de cuatro años. El importe del traspaso fue de 6.5 millones de euros. Con esto se convirtió en el primer mexicano en jugar en la Liga Premier de Rusia.

## Selección nacional

### Absoluta
El 21 de abril de 2022 es convocado, por primera vez, para un partido amistoso contra Guatemala. Seis días después debutó en la selección absoluta con Gerardo Martino en dicho encuentro.
El 17 de mayo nuevamente es citado para los partidos amistosos ante Nigeria, Uruguay y Ecuador, además de los juegos de la Liga de Naciones de la Concacaf contra Surinam y Jamaica.
En octubre de 2022, Chávez fue incluido en el equipo preliminar de 31 jugadores de México. El 15 de noviembre se confirma su permanencia en la lista definitiva de 26 jugadores que jugó la Copa Mundial de Fútbol de 2022 en Catar.
El 30 de noviembre de 2022 marca su primer gol con la selección mexicana en el tercer partido de la fase de grupos de la Copa Mundial de Fútbol de 2022 en Catar frente a su similar de Arabia Saudita. A pesar de que su equipo tampoco logró avanzar de la fase de grupos, su anotación fue un gol de tiro libre de 27 metros que alcanzó notoriedad dentro de los medios de comunicación y redes sociales. En ese encuentro fue nombrado como el jugador del partido Budweiser.
| Club               | País   | PJ | Goles | Periodo         |
| ------------------ | ------ | -- | ----- | --------------- |
| Selección Mexicana | México | 38 | 4     | 2022 - Presente |

#### Partidos internacionales Absoluta
| #   | Fecha                    | Estadio                                               | Selección | Rtdo.    | Oponente       | Goles | Competición                          | Sust. |
| --- | ------------------------ | ----------------------------------------------------- | --------- | -------- | -------------- | ----- | ------------------------------------ | ----- |
| 1.  | 28 de abril de 2022      | Camping World Stadium, Orlando, Estados Unidos        | México    | 0-0      | Guatemala      |       | Amistoso                             | 90'   |
| 2.  | 5 de junio de 2022       | Soldier Field, Chicago, Estados Unidos                | México    | 0-0      | Ecuador        |       | Amistoso                             | 59'   |
| 3.  | 11 de junio de 2022      | Estadio Corona, Torreón, México                       | México    | 3-0      | Surinam        |       | Liga de Naciones Concacaf 2022-23    | 90'   |
| 4.  | 14 de junio de 2022      | Independence Park, Kingston, Jamaica                  | México    | 1-1      | Jamaica        |       | Liga de Naciones Concacaf 2022-23    | 90'   |
| 5.  | 31 de agosto de 2022     | Mercedes-Benz Stadium, Atlanta, Estados Unidos        | México    | 0:1      | Paraguay       |       | Amistoso                             | 78'   |
| 6.  | 25 de septiembre de 2022 | Mercedes-Benz Stadium, Atlanta, Estados Unidos        | México    | 1:0      | Perú           |       | Amistoso                             | 68'   |
| 7.  | 28 de septiembre de 2022 | Mercedes-Benz Stadium, Atlanta, Estados Unidos        | México    | 2:3      | Colombia       |       | Amistoso                             | 61'   |
| 8.  | 9 de noviembre de 2022   | Estadio Municipal de Montilivi, Gerona, España        | México    | 4:0      | Irak           |       | Amistoso                             | 46'   |
| 9.  | 16 de noviembre de 2022  | Estadio Municipal de Montilivi, Gerona, España        | México    | 1:2      | Suecia         |       | Amistoso                             | 90'   |
| 10. | 22 de noviembre de 2022  | Estadio 974, Doha, Catar                              | México    | 0-0      | Polonia        |       | Copa Mundial 2022                    | 90'   |
| 11. | 26 de noviembre de 2022  | Estadio Icónico de Lusail, Lusail, Catar              | México    | 0-2      | Argentina      |       | Copa Mundial 2022                    | 90'   |
| 12. | 30 de noviembre de 2022  | Estadio Icónico de Lusail, Lusail, Catar              | México    | 2-1      | Arabia Saudita | (2:0) | Copa Mundial 2022                    | 90'   |
| 13. | 27 de marzo de 2023      | Estadio Azteca, Ciudad de México, México              | México    | 2-2      | Jamaica        |       | Liga de Naciones Concacaf 2022-23    | 90'   |
| 14. | 19 de abril de 2023      | State Farm Stadium, Glendale, Estados Unidos          | México    | 1:1      | Estados Unidos |       | Amistoso                             | 90'   |
| 15. | 7 de junio de 2023       | Estadio de Mazatlán, Mazatlán, México                 | México    | 2:0      | Guatemala      |       | Amistoso                             | 55'   |
| 16. | 10 de junio de 2023      | Snapdragon Stadium, San Diego, Estados Unidos         | México    | 2:2      | Camerún        |       | Amistoso                             | 90'   |
| 17. | 16 de junio de 2023      | Allegiant Stadium, Paradise, Estados Unidos           | México    | 0-3      | Estados Unidos |       | Liga de Naciones Concacaf 2022-23    | 90'   |
| 18. | 18 de junio de 2023      | Allegiant Stadium, Paradise, Estados Unidos           | México    | 1-0      | Panamá         |       | Liga de Naciones Concacaf 2022-23    | 90'   |
| 19. | 25 de junio de 2023      | Estadio NRG, Houston, Estados Unidos                  | México    | 4-0      | Honduras       | (4:0) | Copa Oro 2023                        | 90'   |
| 20. | 29 de junio de 2023      | State Farm Stadium, Glendale, Estados Unidos          | México    | 3-1      | Honduras       |       | Copa Oro 2023                        | 79'   |
| 21. | 2 de julio de 2023       | Levi's Stadium, Santa Clara, Estados Unidos           | México    | 0-1      | Catar          |       | Copa Oro 2023                        | 90'   |
| 22. | 8 de julio de 2023       | AT&T Stadium, Arlington, Estados Unidos               | México    | 2-0      | Costa Rica     |       | Copa Oro 2023                        | 70'   |
| 23. | 12 de julio de 2023      | Allegiant Stadium, Paradise, Estados Unidos           | México    | 3-0      | Jamaica        | (2:0) | Copa Oro 2023                        | 72'   |
| 24. | 16 de julio de 2023      | SoFi Stadium, Inglewood, Estados Unidos               | México    | 1-0      | Panamá         |       | Copa Oro 2023                        | 90'   |
| 25. | 14 de octubre de 2023    | Bank of America, Charlotte, Estados Unidos            | México    | 2:0      | Ghana          |       | Amistoso                             | 90'   |
| 26. | 17 de octubre de 2023    | Lincoln Financial, Filadelfia, Estados Unidos         | México    | 2:2      | Alemania       |       | Amistoso                             | 61'   |
| 27. | 17 de noviembre de 2023  | Estadio Nacional Chelato Uclés, Tegucigalpa, Honduras | México    | 0:2      | Honduras       |       | Liga de Naciones de la Concacaf 2024 | 58'   |
| 28. | 21 de noviembre de 2023  | Estadio Azteca, Ciudad de México, México              | México    | 2:0(4:2) | Honduras       | (1:0) | Liga de Naciones de la Concacaf 2024 | 75'   |
| 29. | 21 de marzo de 2023      | AT&T Stadium, Texas, Estados Unidos                   | México    | 3:0      | Panamá         |       | Liga de Naciones de la Concacaf 2024 | 90'   |
| 30. | 25 de marzo de 2023      | AT&T Stadium, Texas, Estados Unidos                   | México    | 0:2      | Estados Unidos |       | Liga de Naciones de la Concacaf 2024 | 80'   |
| 31. | 9 de junio de 2024       | Estadio Azteca, Ciudad de México, México              | México    | 2:3      | Brasil         |       | Amistoso                             | 62'   |
| 32. | 23 de junio de 2024      | Estadio NRG, Houston, Estados Unidos                  | México    | 1-0      | Jamaica        |       | Copa América 2024                    | 78'   |

### Participaciones en selección nacional
| Torneo                            | Categoría | Sede           | Resultado      | Partidos | Goles |
| --------------------------------- | --------- | -------------- | -------------- | -------- | ----- |
| Copa Mundial de Fútbol de 2022    | Absoluta  | Catar          | Primera Fase   | 3        | 1     |
| Liga de Naciones Concacaf 2022-23 | Absoluta  | Concacaf       | Tercer lugar   | 5        | 0     |
| Copa Oro 2023                     | Absoluta  | Estados Unidos | Campeón        | 5        | 2     |
| Liga de Naciones Concacaf 2023-24 | Absoluta  | Concacaf       | Subcampeón     | 4        | 1     |
| Copa América 2024                 | Absoluta  | Conmebol       | Primera Fase   | 3        | 0     |
| Liga de Naciones Concacaf 2024-25 | Absoluta  | Concacaf       | Campeón        | 4        | 0     |
| Copa Oro 2025                     | Absoluta  | Estados Unidos | Por disputarse | 0        | 0     |

## Estadísticas
Actualizado el 31 de mayo de 2025.
| Club                       | Div.          | Temporada     | Liga nacional(1) | Liga nacional(1) | Liga nacional(1) | Copas nacionales(2) | Copas nacionales(2) | Copas nacionales(2) | Torneos internacionales(3) | Torneos internacionales(3) | Torneos internacionales(3) | Total | Total | Total  | Media goleadora |
| Club                       | Div.          | Temporada     | Part.            | Goles            | Asist.           | Part.               | Goles               | Asist.              | Part.                      | Goles                      | Asist.                     | Part. | Goles | Asist. | Media goleadora |
| -------------------------- | ------------- | ------------- | ---------------- | ---------------- | ---------------- | ------------------- | ------------------- | ------------------- | -------------------------- | -------------------------- | -------------------------- | ----- | ----- | ------ | --------------- |
| C. Tijuana · México        | 1.ª           | 2014-15       | 5                | 0                | 0                | 9                   | 0                   | 0                   | 0                          | 0                          | 0                          | 14    | 0     | 0      | 0.00            |
| C. Tijuana · México        | 1.ª           | 2015-16       | 10               | 0                | 0                | 8                   | 1                   | 0                   | 0                          | 0                          | 0                          | 18    | 1     | 0      | 0.06            |
| C. Tijuana · México        | 1.ª           | 2016-17       | 9                | 1                | 0                | 6                   | 0                   | 0                   | 0                          | 0                          | 0                          | 14    | 1     | 0      | 0.07            |
| C. Tijuana · México        | 1.ª           | 2017-18       | 25               | 2                | 2                | 3                   | 0                   | 1                   | 2                          | 0                          | 0                          | 30    | 2     | 3      | 0.07            |
| C. Tijuana · México        | 1.ª           | 2018-19       | 23               | 0                | 1                | 5                   | 1                   | 1                   | 0                          | 0                          | 0                          | 28    | 1     | 2      | 0.04            |
| C. Tijuana · México        | Total         | Total         | 71               | 3                | 3                | 31                  | 2                   | 2                   | 2                          | 0                          | 0                          | 104   | 5     | 5      | 0.03            |
| C. F. Pachuca · México     | 1.ª           | 2019-20       | 20               | 2                | 0                | 6                   | 0                   | 0                   | 0                          | 0                          | 0                          | 26    | 2     | 3      | 0.08            |
| C. F. Pachuca · México     | 1.ª           | 2020-21       | 40               | 3                | 2                | -                   | -                   | -                   | -                          | -                          | -                          | 40    | 3     | 2      | 0.08            |
| C. F. Pachuca · México     | 1.ª           | 2021-22       | 35               | 6                | 0                | -                   | -                   | -                   | -                          | -                          | -                          | 35    | 6     | 2      | 0.17            |
| C. F. Pachuca · México     | 1.ª           | 2022-23       | 40               | 3                | 5                | -                   | -                   | -                   | 2                          | 0                          | 0                          | 42    | 3     | 5      | 0.07            |
| C. F. Pachuca · México     | Total         | Total         | 135              | 14               | 7                | 6                   | 0                   | 0                   | 2                          | 0                          | 0                          | 143   | 14    | 12     | 0.1             |
| F. C. Dinamo Moscú · Rusia | 1.ª           | 2023-24       | 23               | 4                | 1                | 9                   | 0                   | 1                   | -                          | -                          | -                          | 32    | 4     | 1      | 0.17            |
| F. C. Dinamo Moscú · Rusia | 1.ª           | 2024-25       | 19               | 3                | 4                | 8                   | 0                   | 0                   | -                          | -                          | -                          | 27    | 3     | 4      | 0.11            |
| F. C. Dinamo Moscú · Rusia | Total         | Total         | 42               | 7                | 5                | 17                  | 0                   | 1                   | -                          | -                          | -                          | 59    | 7     | 5      | 0.12            |
| Total Carrera              | Total Carrera | Total Carrera | 248              | 24               | 15               | 55                  | 2                   | 3                   | 4                          | 0                          | 0                          | 307   | 26    | 23     | 0.08            |

## Palmarés

### Campeonatos nacionales
| Título                     | Equipo  | País   | Año  |
| -------------------------- | ------- | ------ | ---- |
| Primera División de México | Pachuca | México | 2022 |

### Campeonatos internacionales
| Título                          | Equipo                        | Sede                   | Año  |
| ------------------------------- | ----------------------------- | ---------------------- | ---- |
| Copa de Oro de la Concacaf      | Selección de fútbol de México | Estados Unidos- Canadá | 2023 |
| Liga de Naciones de la Concacaf | Selección de fútbol de México | Concacaf               | 2025 |
| Copa de Oro de la Concacaf      | Selección de fútbol de México | Estados Unidos- Canadá | 2025 |

### Distinciones individuales
| Distinción                                                | Año  |
| --------------------------------------------------------- | ---- |
| Liga MX All Star                                          | 2022 |
| XI Ideal de la Concacaf según la IFFHS                    | 2022 |
| Nominado al Mejor Gol de la Copa del Mundo                | 2022 |
| Balón de oro al Mejor Medio Defensivo de la Liga MX       | 2023 |
| XI Ideal de la Copa Oro                                   | 2023 |
| Nominado al Mejor Centrocampista de Liga Premier de Rusia | 2024 |